# سيغفريد جوست كاسبر
سيغفريد جوست كاسبر (بالألمانية: Siegfried Jost Casper)‏ (و. 1929 – م) هو عالم نبات، وأستاذ جامعي من ألمانيا .

## مناصب وهيئات
أدار جامعة يينا.